# Carl Medjani
Carl Medjani (arab. كارل مجاني, Kārl Majānī; ur. 15 maja 1985 roku w Lyonie) – algierski piłkarz francuskiego pochodzenia. Od 2017 reprezentuje barwy klubu Sivasspor.

## Kariera klubowa
Swoje pierwsze piłkarskie kroki stawiał w klubie Saint-Étienne skąd przeszedł w 2003 roku do Liverpoolu. Ówczesny manager Liverpoolu - Gérard Houllier - uprzedził w pozyskaniu tego zawodnika takie zespoły jak Arsenal, Manchester United czy Bayern Monachium. Medjani nie zdołał jednak przebić się do pierwszego składu swojego nowego klubu i został dwukrotnie wypożyczony - najpierw do FC Lorient, a następnie do FC Metz. W czasie dwóch lat spędzonych na wypożyczeniach we Francji rozegrał 45 spotkań, nie strzelił żadnej bramki. W 2006 roku przeszedł na stałe do FC Lorient, skąd sezon później został wypożyczony do AC Ajaccio, z którym w 2008 roku związał się na stałe.
| Sezon   | Klub            | Kraj      | Rozgrywki        | Mecze | Bramki | Rozgrywki Europy   | Mecze | Bramki |
| ------- | --------------- | --------- | ---------------- | ----- | ------ | ------------------ | ----- | ------ |
| 2003/04 | Liverpool F.C.  | Anglia    | Premier League   | 0     | 0      | -                  | -     | -      |
| 2004/05 | FC Lorient      | Francja   | Ligue 2          | 25    | 0      | -                  | -     | -      |
| 2005/06 | FC Metz         | Francja   | Ligue 1          | 23    | 0      | -                  | -     | -      |
| 2006/07 | FC Lorient      | Francja   | Ligue 1          | 9     | 0      | -                  | -     | -      |
| 2007/08 | AC Ajaccio      | Francja   | Ligue 2          | 35    | 1      | -                  | -     | -      |
| 2008/09 | AC Ajaccio      | Francja   | Ligue 2          | 33    | 1      | -                  | -     | -      |
| 2009/10 | AC Ajaccio      | Francja   | Ligue 2          | 31    | 1      | -                  | -     | -      |
| 2010/11 | AC Ajaccio      | Francja   | Ligue 2          | 31    | 2      | -                  | -     | -      |
| 2011/12 | AC Ajaccio      | Francja   | Ligue 1          | 35    | 2      | -                  | -     | -      |
| 2012/13 | AC Ajaccio      | Francja   | Ligue 1          | 19    | 1      | -                  | -     | -      |
| 2012/13 | AS Monaco       | Francja   | Ligue 2          | 15    | 0      | -                  | -     | -      |
| 2013/14 | Olympiakos SFP  | Grecja    | League Ellada    | 4     | 0      | Liga Mistrzów UEFA | 2     | 0      |
| 2013/14 | Valenciennes FC | Francja   | Ligue 1          | 16    | 1      | -                  | -     | -      |
| 2014/15 | Trabzonspor     | Turcja    | Süper Lig        | 30    | 7      | Liga Europy UEFA   | 7     | 0      |
| 2015/16 | Trabzonspor     | Turcja    | Süper Lig        | 8     | 1      | -                  | -     | -      |
| 2015/16 | Levante UD      | Hiszpania | Primera División | 14    | 1      | -                  | -     | -      |
| 2016/17 | CD Leganés      | Hiszpania | Primera División | 8     | 0      | -                  | -     | -      |

Stan na: 14 grudnia 2016 r.